# New York, I Love You
New York, I Love You (tựa Việt: Chuyện tình New York; New York, Tôi Yêu Bạn) là phim lãng mạn của năm 2009, phát hành ngày 16 tháng 10 tại Mỹ. Cùng nhà sản xuất của phim 	Paris, je t'aime(Paris, I love you), với dàn diễn viên toàn sao Shia LaBeouf, Natalie Portman, Hayden Christensen, Blake Lively, Orlando Bloom, Chris Cooper, Andy Garcia, Christina Ricci, Robin Wright Penn, Julie Christie và Ethan Hawke. Phim ra mắt tại liên hoan phim quốc tế Toronto 2008 vào tháng 12/2008.

## Nội dung
Tại thành phố được mệnh danh là không bao giờ ngủ, tình yêu luôn trong tâm trí mọi người. Nguồn cảm hứng đó tạo nên phim New York, I love You, là một chuỗi những câu chuyện kể của các nhà làm phim giàu trí tưởng tượng và dàn diễn viên tên tuổi. Cùng nhau, họ tạo nên hình ảnh kính vạn hoa của những mối liên kết con người tự nhiên, bất ngờ, hấp dẫn, tạo nên nhịp đập cho thành phố này. Những mối quan hệ nóng bỏng, hài hước, lãng mạn dần hé lộ dưới vòm trời Mahattan. Từ Tribeca đến Central Park tới Brooklyn, các câu chuyện tình đa dạng và đẹp như chính thành phố New York.

## Diễn viên
(Theo trình tự xuất hiện)
- Bradley Cooper vai Gus Cooper
- Hayden Christensen vai Ben
- Andy Garcia vai Garry
- Rachel Bilson vai Molly
- Natalie Portman vai Rifka Malone
- Irrfan Khan vai Mansuhkhbai
- Orlando Bloom vai David Cooler
- Christina Ricci vai Camille
- Maggie Q vai Janice Taylor
- Ethan Hawke vai Writer
- Anton Yelchin vai Kane
- James Caan vai Mr. Riccoli
- Olivia Thirlby vai Mallorie Fish
- Drea de Matteo vai Lydia Kault
- Julie Christie vai Isabelle Allen
- John Hurt vai Waiter
- Shia LaBeouf vai Jacob
- Uğur Yücel vai Painter
- Carlos Acosta vai Dante
- Shu Qi vai Woman
- Chris Cooper vai Alex Simmons
- Robin Wright Penn vai Anna
- Eli Wallach vai Abe
- Cloris Leachman vai Mitzie
- Blake Lively vai Gabrielle
- Jacinda Barrett vai Maggie
- Eva Amurri vai Sarah
- Justin Bartha vai bạn trai Sarah
- Burt Young vai Landlord
- Sonny Sandoval vai George
- Gurdeep Singh vai Badal